# Battaglia di Athos
La battaglia navale di Athos (nota anche come battaglia di Monte Sancto o battaglia di Lemno) si svolse dal 19 al 22 giugno 1807 e fu una battaglia navale chiave della guerra russo-turca (1806-1812), parte delle guerre napoleoniche. Fu combattuta un mese dopo la battaglia dei Dardanelli.

## Descrizione
La battaglia fu scatenata dalla ritirata di Dmitrij Nikolaevič Senjavin dai Dardanelli, che bloccava fin da marzo, verso la base navale russa di Tenedo. Il comandante ottomano Kapudan Pasha Seyit-Ali si avventurò nel mar Egeo con 9 navi da battaglia, 5 fregate e 5 altri vascelli. Nel tentativo di non portare la battaglia a Tenedo, la flotta turca lo aggirò a sud e si diresse ad ovest. Senjavin, lasciò poche navi ad aiutare la fortezza, partì alla ricerca del nemico trovandolo il 19 giugno all'ancora a metà strada tra il Monte Athos e Lemno.
Da precedenti esperienza Senjavin aveva imparato che gli Ottomani combattevano coraggiosamente a meno che la loro nave ammiraglia fosse affondata o catturata. Per questo motivo ordinò ad Aleksej Greig e ad altri capitani di concentrare gli attacchi sulle tre ammiraglie ottomane, mentre altri vascelli russi avrebbe impedito alle fregate turche di portare aiuto.
La mattina del 20 giugno si seppe che l'intera flotta turca, col vento in poppa, si stava dirigendo a nord verso l'isola di Taso. Una nave da guerra e due fregate furono isolate dai russi dal loro squadrone. Il 21 giugno Senjavin mandò il retroammiraglio Greig con tre vascelli all'inseguimento di queste ultime, ma i marinai turchi tirarono in secca le loro navi e le bruciarono. All'alba del 22 giugno, durante la ritirata, lo squadrone turco fece esplodere un'altra nave da guerra ed una fregata, mentre due fregate danneggiate affondarono al largo della Samotracia. Delle 20 navi turche dei Dardanelli, solo 12 fecero ritorno.

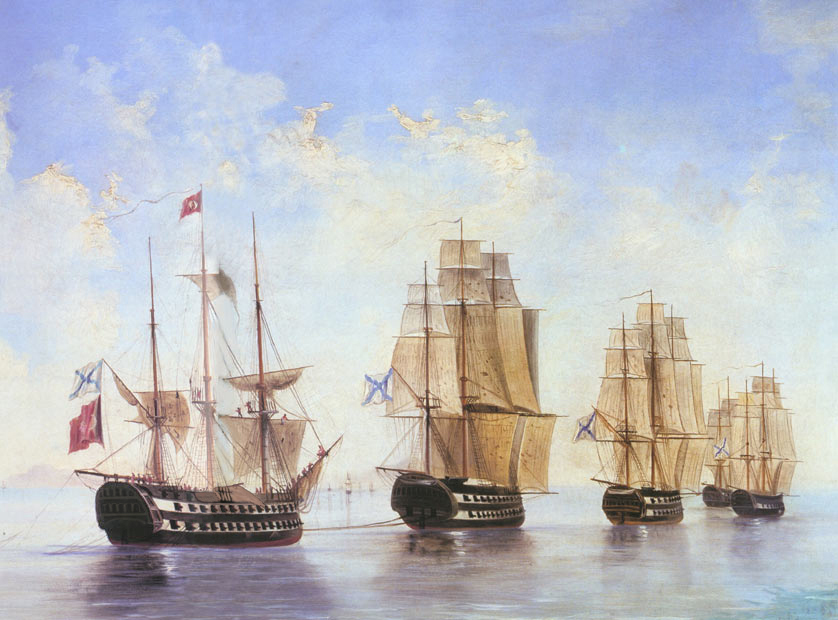
Flotta russa dopo la battaglia di Athos, di Aleksej Bogoljubov (1824-96)

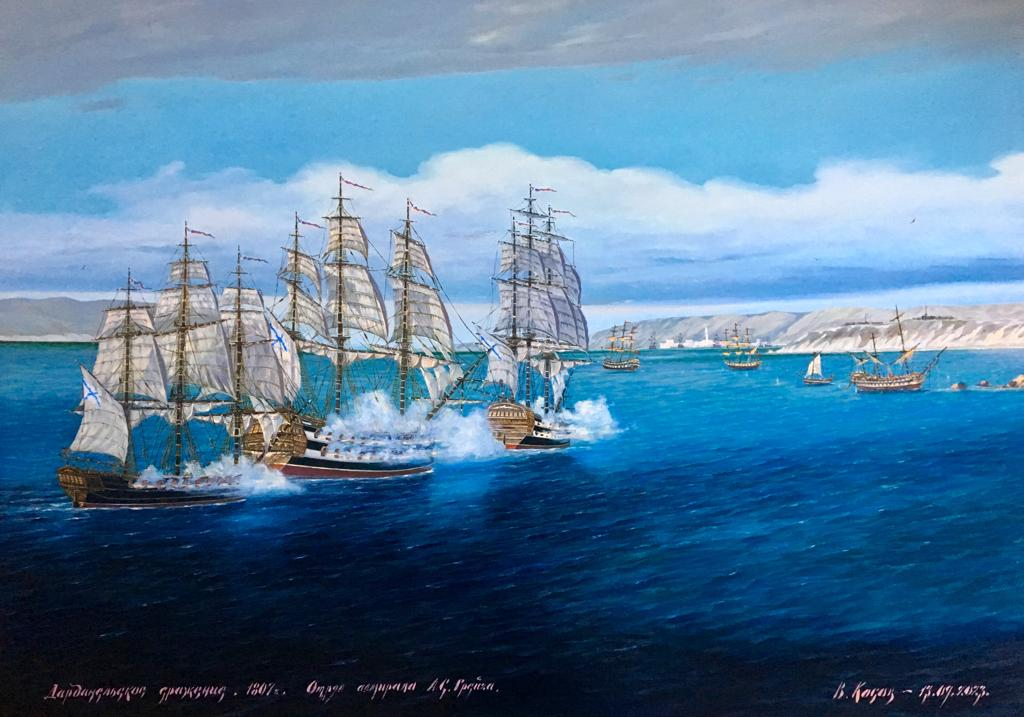
La battaglia dei Dardanelli. 1807 gr. Il distaccamento dell'ammiraglio A.S. Greig.

Il 23 giugno Senjavin decise di non inseguire il nemico e tornare ad aiutare l'assediata Tenedo. A causa dei venti e della bonaccia giunsero solo il 25 giugno. Le truppe turche si arresero e, dopo aver ceduto ai russi tutti i cannoni e le armi, furono trasportati sulla costa dell'Anatolia.
Il risultato della battaglia fu che l'Impero ottomano perse una valida flotta per più di un decennio, e il 12 agosto firmò un armistizio con la Russia.